# Miserable
Miserable è il terzo singolo dei Lit, estratto dal loro album d'esordio A Place in the Sun, registrato nel 1998 e pubblicato nel 2000. Insieme a My Own Worst Enemy e Zip-Lock è uno dei brani musicali più celebri dell'album.
La canzone parla della dipendenza dall'alcol del cantante della band A. Jay Popoff.

## Video
Il clip musicale, diretto da Evan Bernard e prodotto da Keeley Gould, vede la band cantare sul corpo ingigantito dell'attrice Pamela Anderson, che lo percorre da testa a piedi. Il video termina con l'attrice, che, improvvisamente, si abbatte sui membri della band divorandoli senza pietà.